# Drozdava
Drozdava (belarusiska: Дроздава) är en by i Belarus. Den ligger i voblasten Minsks voblast, i den centrala delen av landet, 10 km norr om huvudstaden Minsk. Drozdava ligger 224 meter över havet och antalet invånare är 350.

## Natur och klimat
Terrängen runt Drozdava är platt. Runt Drozdava är det mycket tätbefolkat, med 6 241 invånare per kvadratkilometer.. Närmaste större samhälle är Mіnsk, 9,9 km söder om Drozdava.
I omgivningarna runt Drozdava växer i huvudsak blandskog.